# Ivonne Higuero
Ivonne Higuero es una diplomática panameña. Es Secretaria General de la Convención sobre el Comercio Internacional de Especies Amenazadas de Fauna y Flora Silvestres (CITES) desde 2018.

## Vida
Ivonne Higuero nació en Panamá. Se educó en Estados Unidos y obtuvo su licenciatura en la Universidad de Misuri.[cita requerida] en biología y su maestría en la Universidad de Duke en economía y políticas de recursos naturales. Ha trabajado en las Naciones Unidas durante más de 20 años. En 2018 fue Directora de la División de Cooperación Económica y Comercio de la Comisión Económica de las Naciones Unidas para Europa cuando fue nombrada con el cargo de Secretaria General de la CITES. Sucedió a John E. Scanlon, quien ocupaba ese cargo desde 2010.
Durante la pandemia de coronavirus de 2020, señaló que prevenir el comercio ilegal de vida silvestre no solo ayuda a conservar los hábitats, sino que estos hábitats crean una barrera de seguridad para los humanos, que puede evitar que los patógenos de los animales se transmitan a las personas.